# Balingen
Balingen város Németországban, azon belül Baden-Württembergben. Lakosainak száma 35 054 fő (2023. december 31.). Balingen Grosselfingen, Bisingen, Albstadt, Meßstetten, Hausen am Tann, Dotternhausen, Dormettingen, Geislingen és Haigerloch községekkel határos.

## Városrészei

Balingen
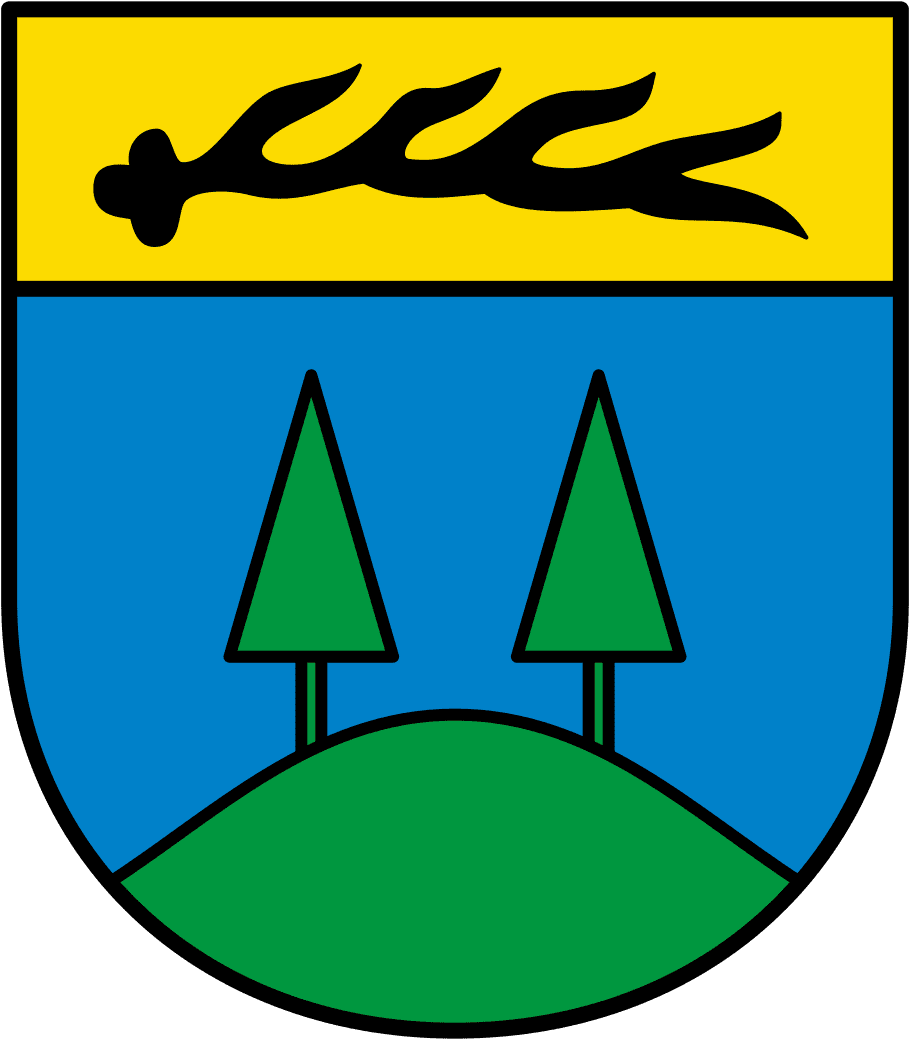
Duerrwangen
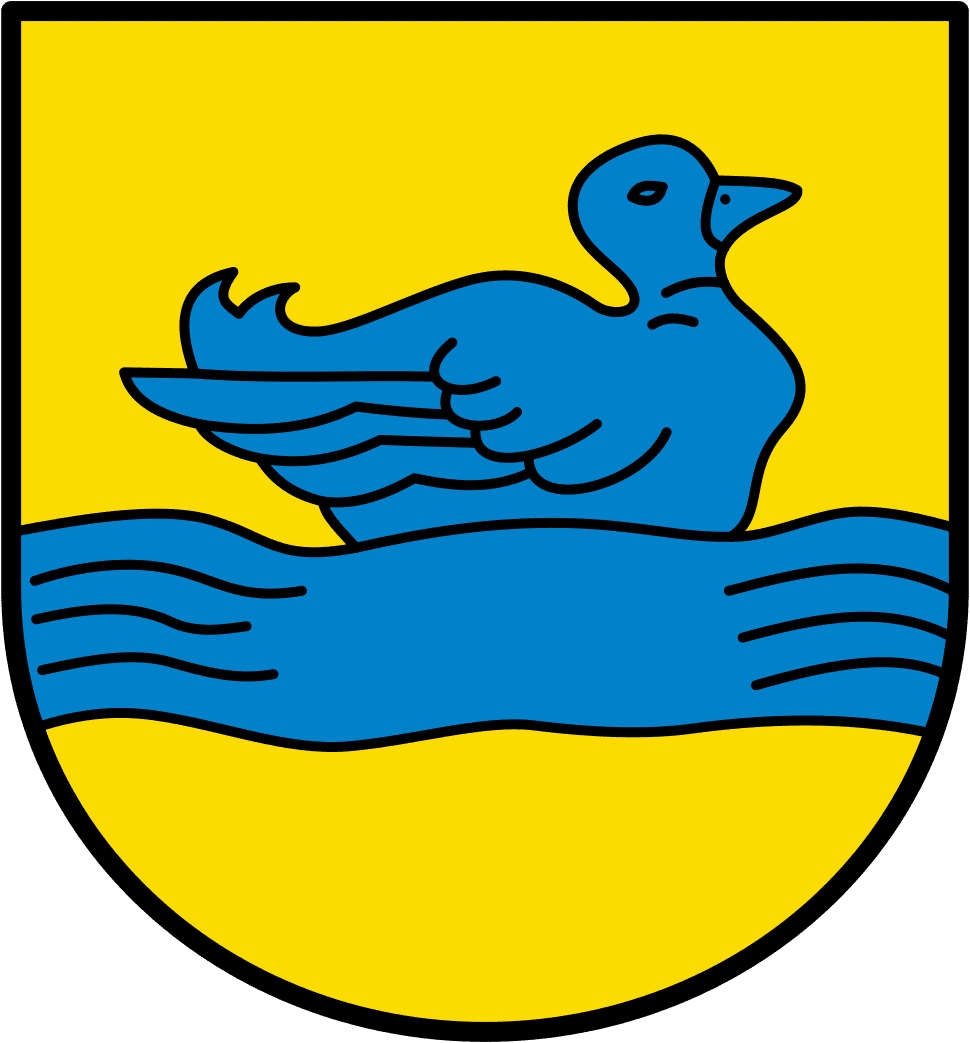
Endingen
Engstlatt
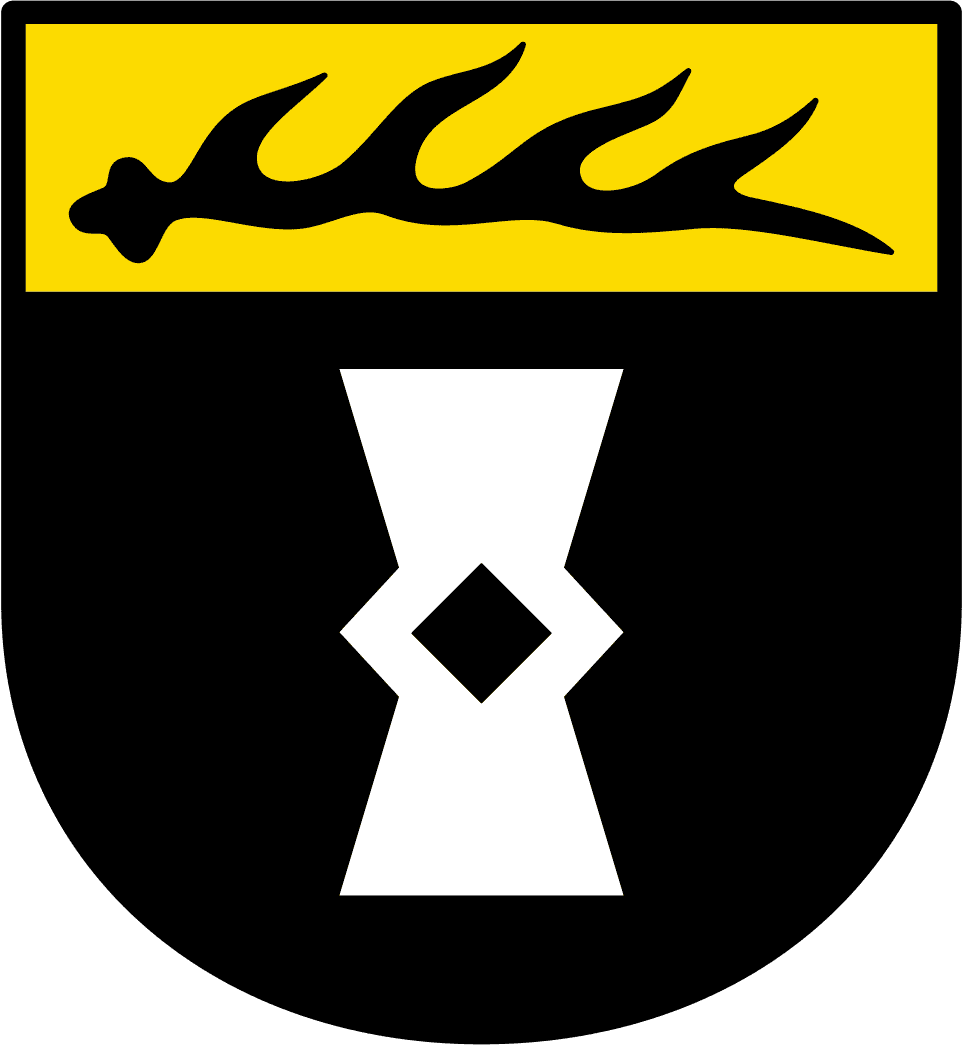
Erzingen
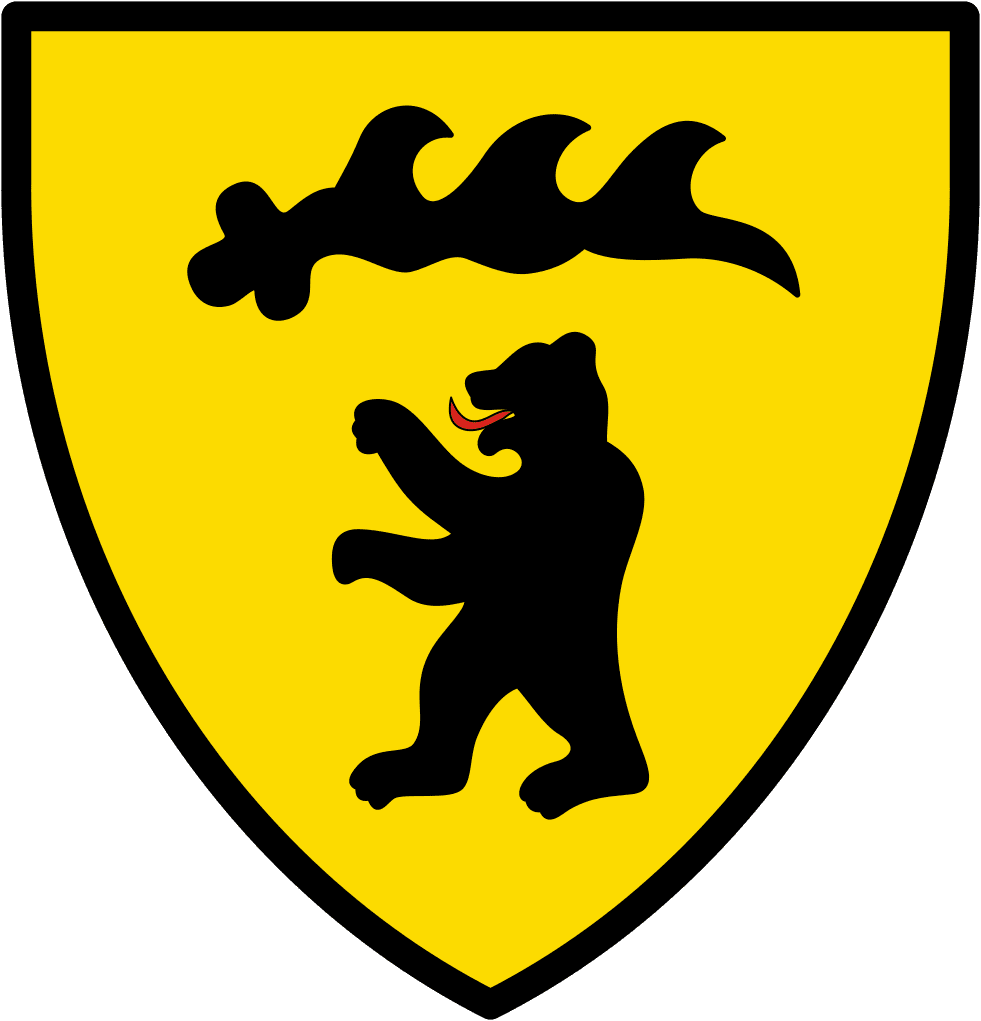
Frommern
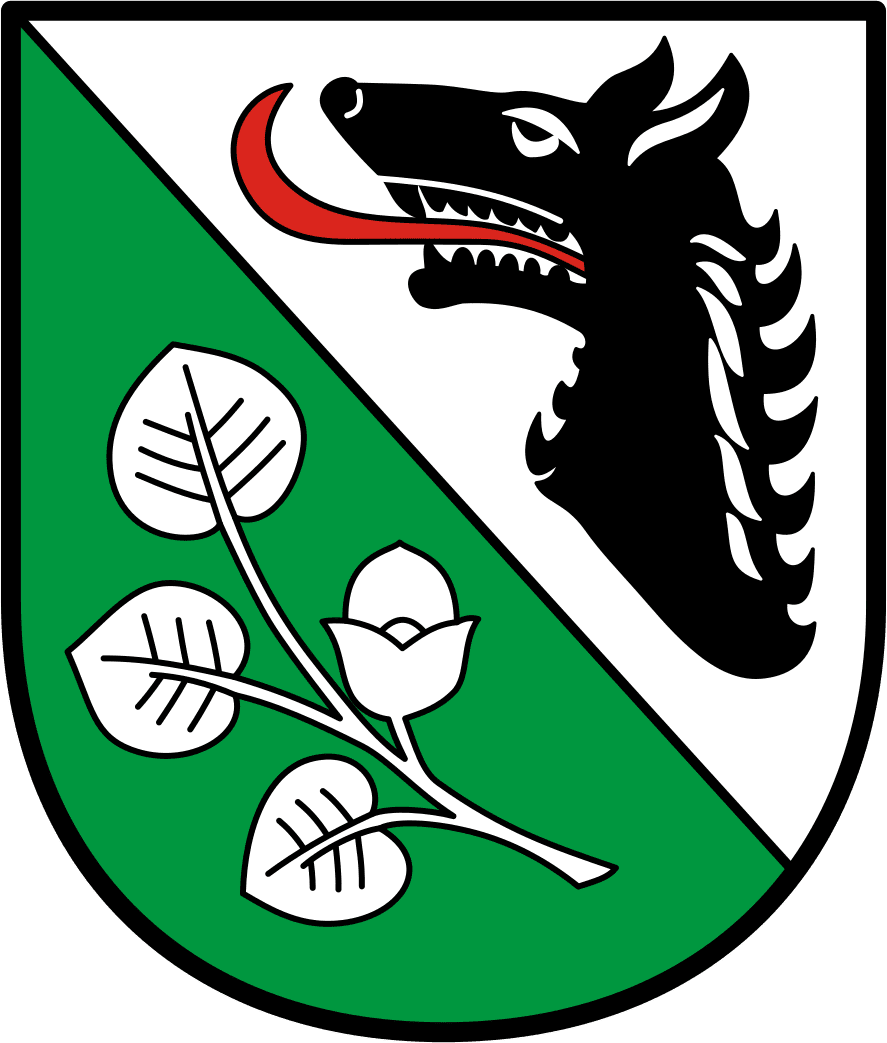
Heselwangen
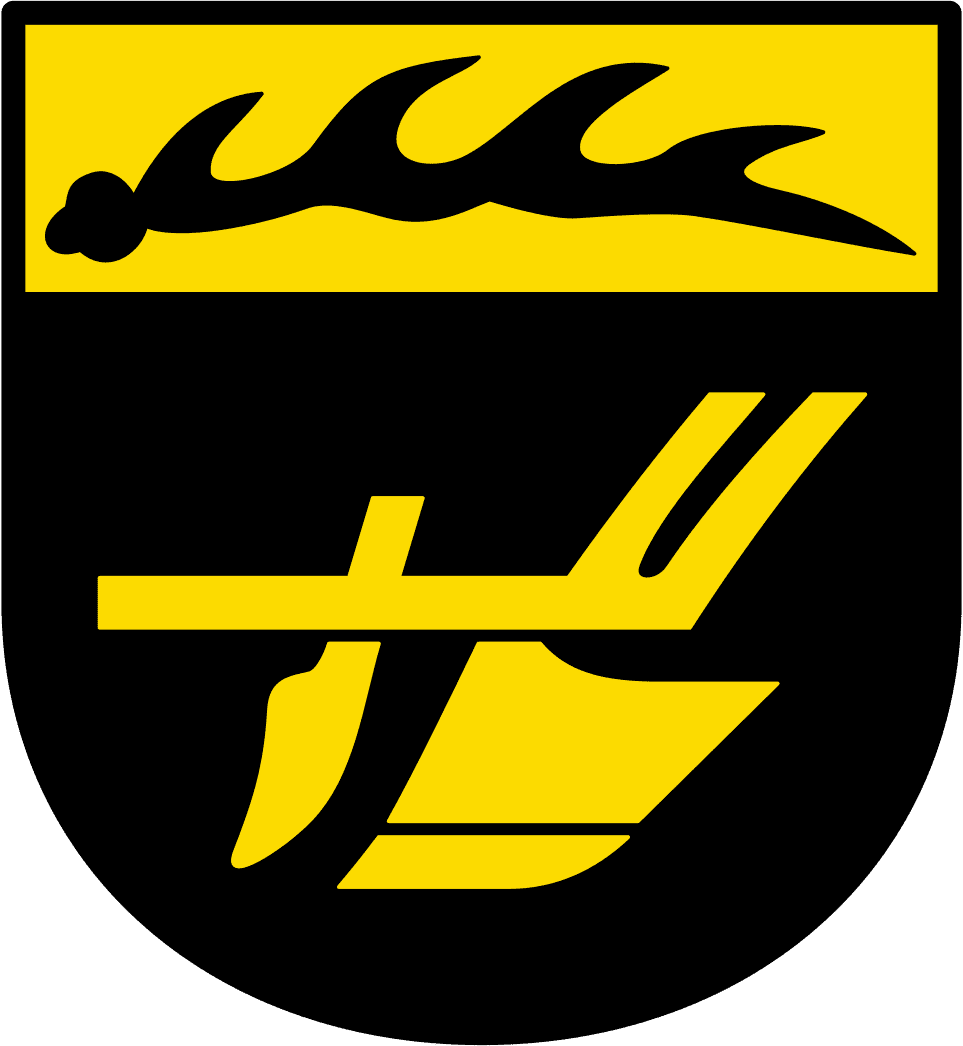
Ostdorf
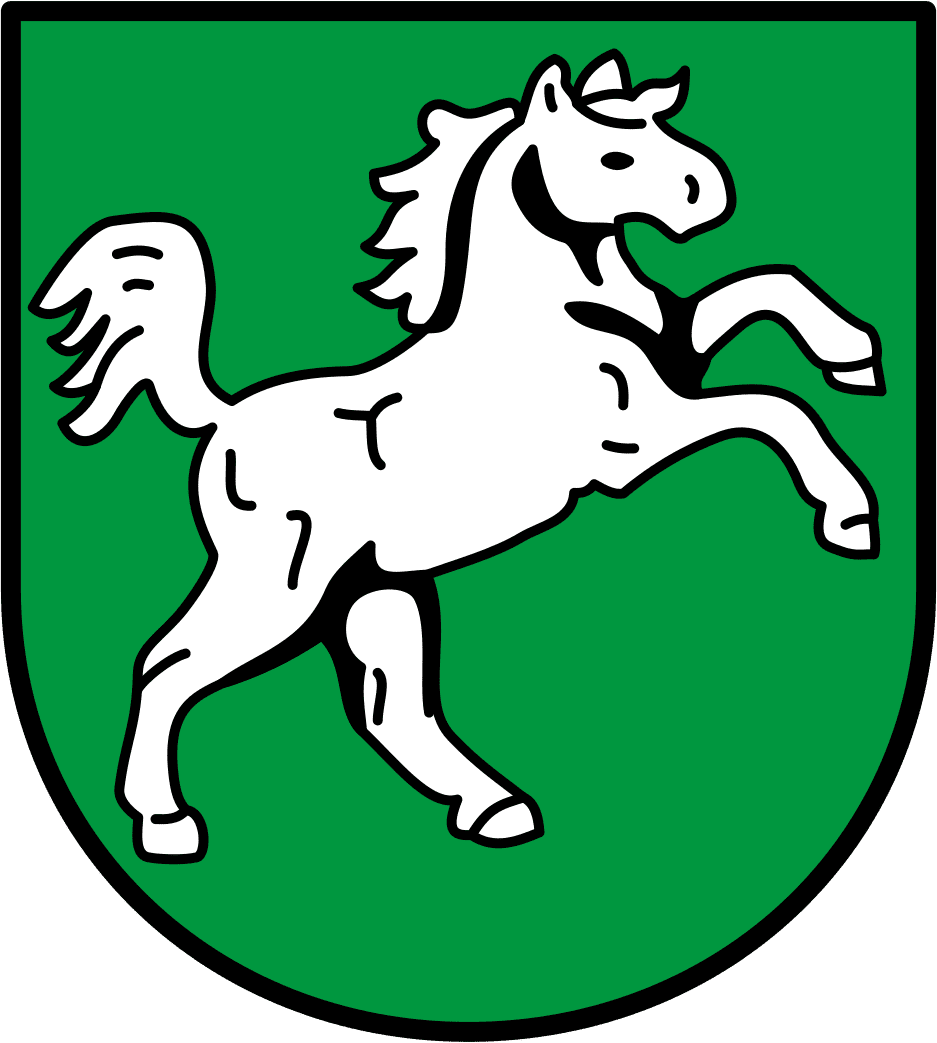
Rosswangen
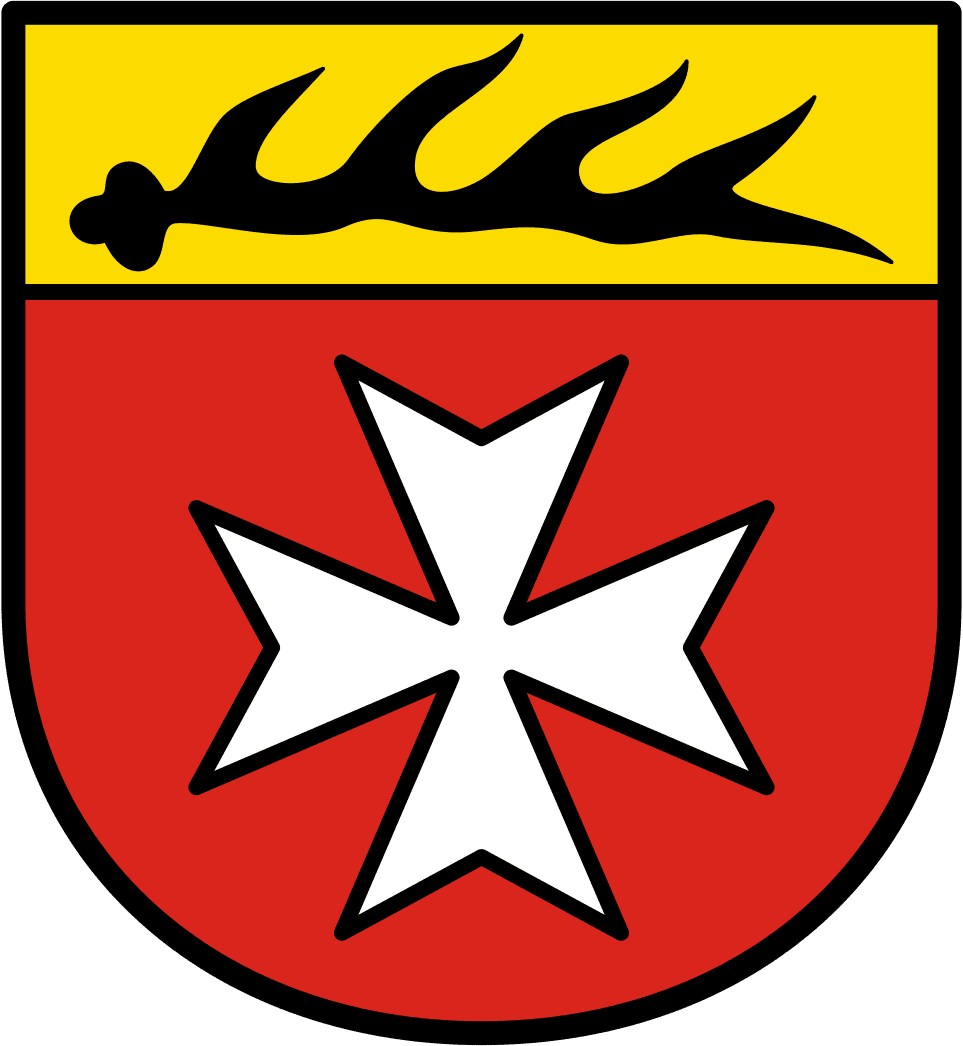
Stockenhausen
Streichen
Weilstetten
Zillhausen

## Népesség
A település népessége az elmúlt években az alábbi módon változott:
| Lakosok száma | 1932 | 3212 | 22 478 | 26 893 | 29 543 | 29 917 | 33 491 | 34 297 | 33 247 | 35 054 |
|               | 1622 | 1871 | 1961   | 1970   | 1978   | 1986   | 1994   | 2003   | 2011   | 2023   |

## Képgaléria

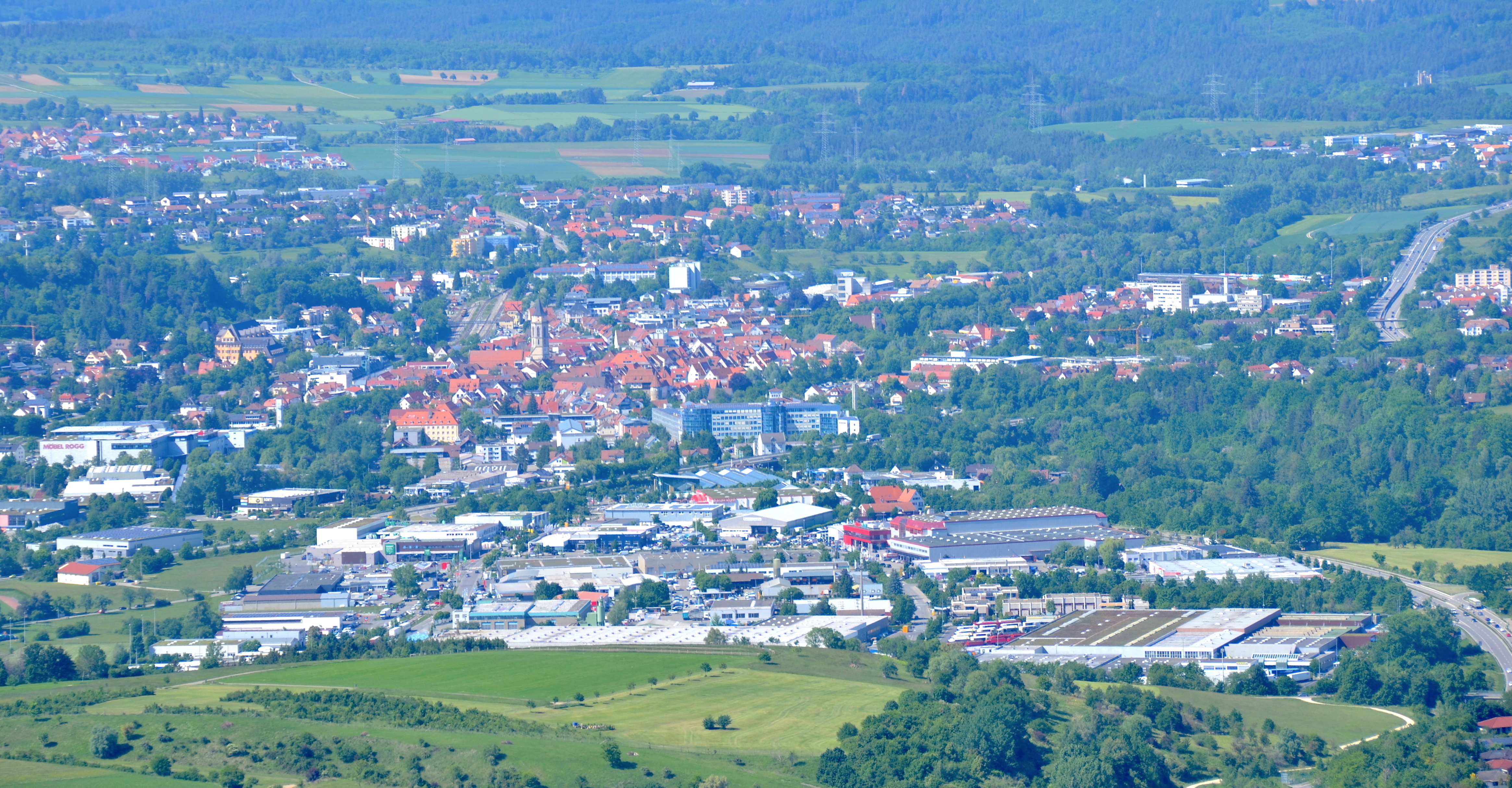
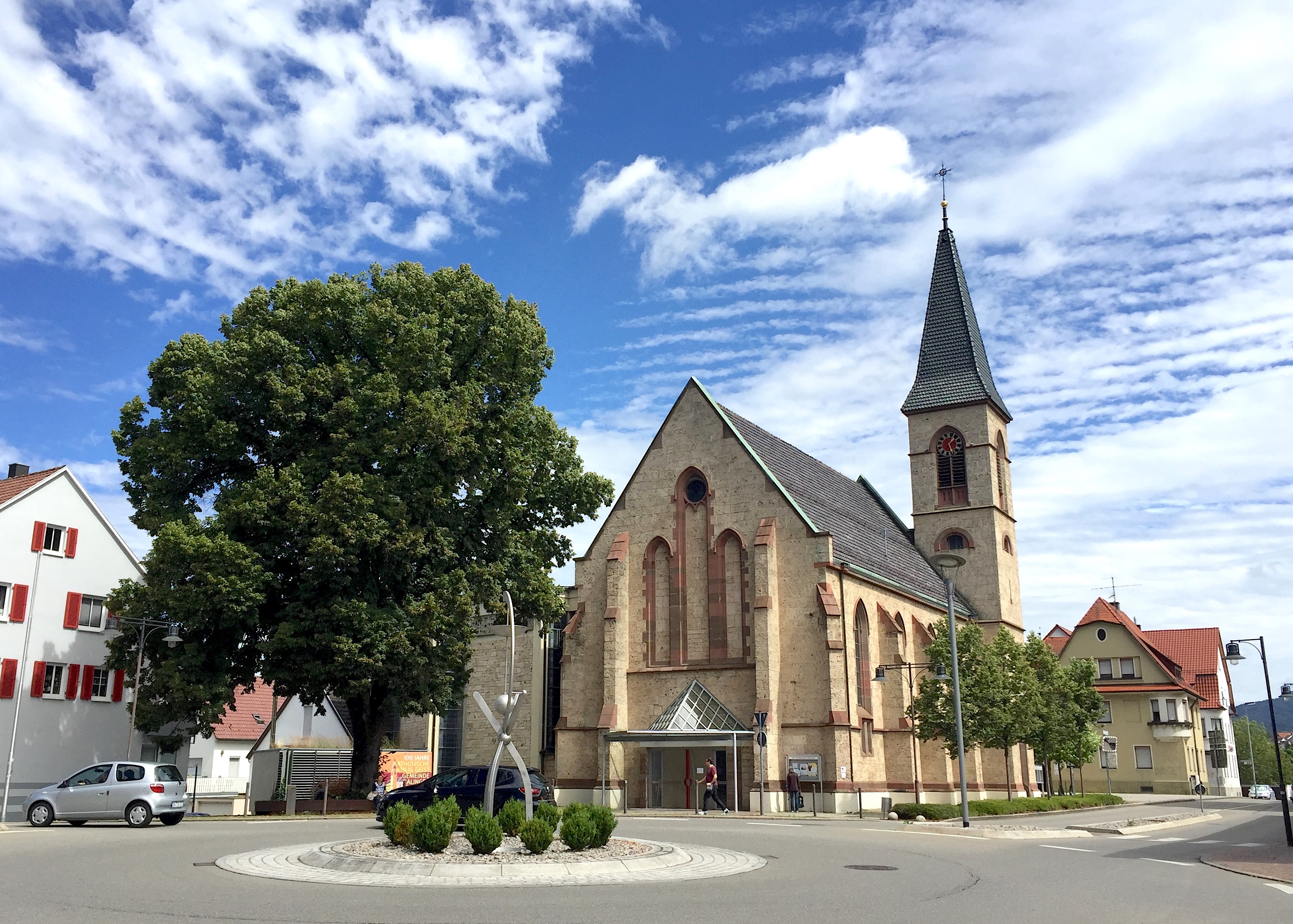
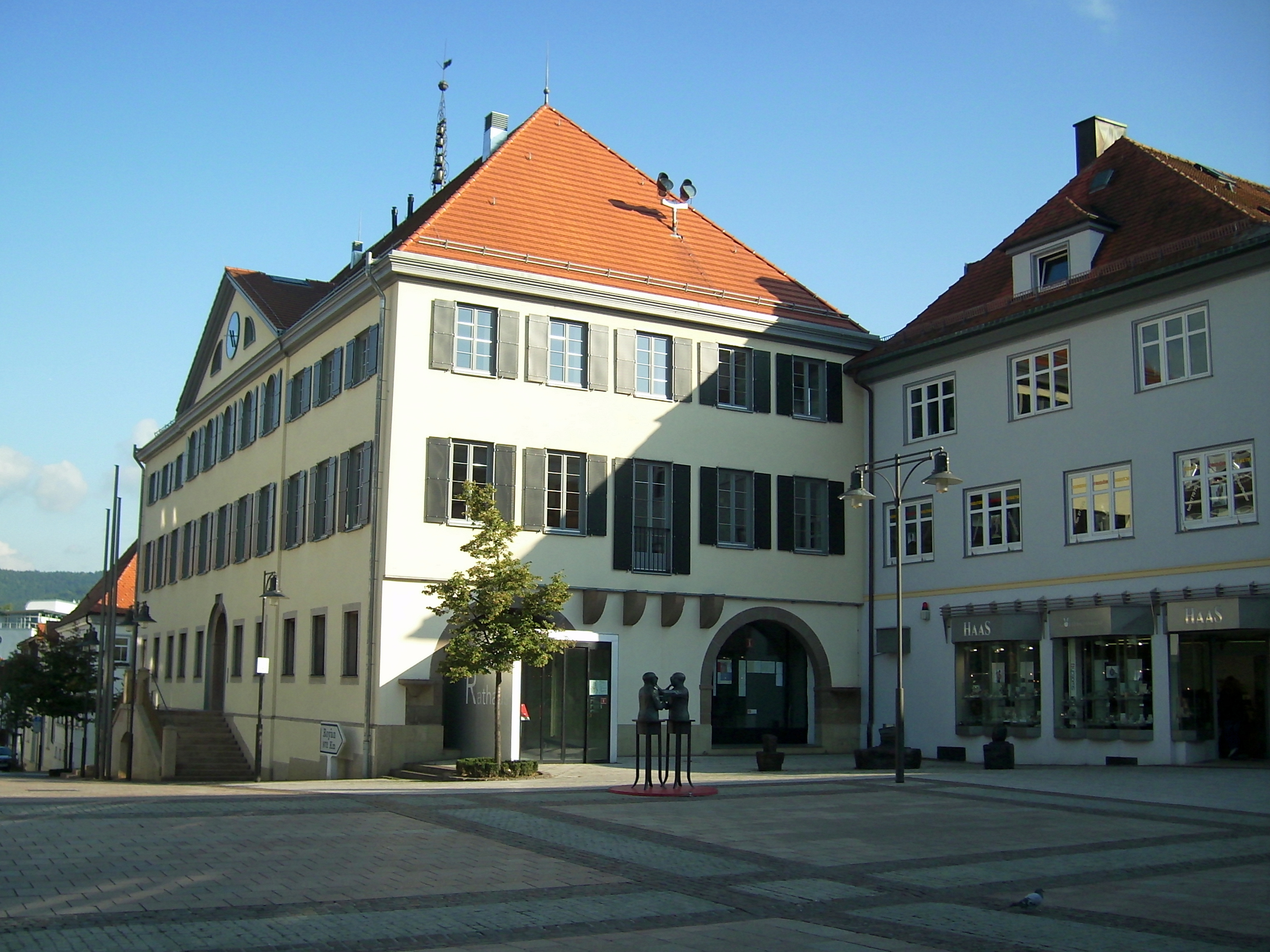
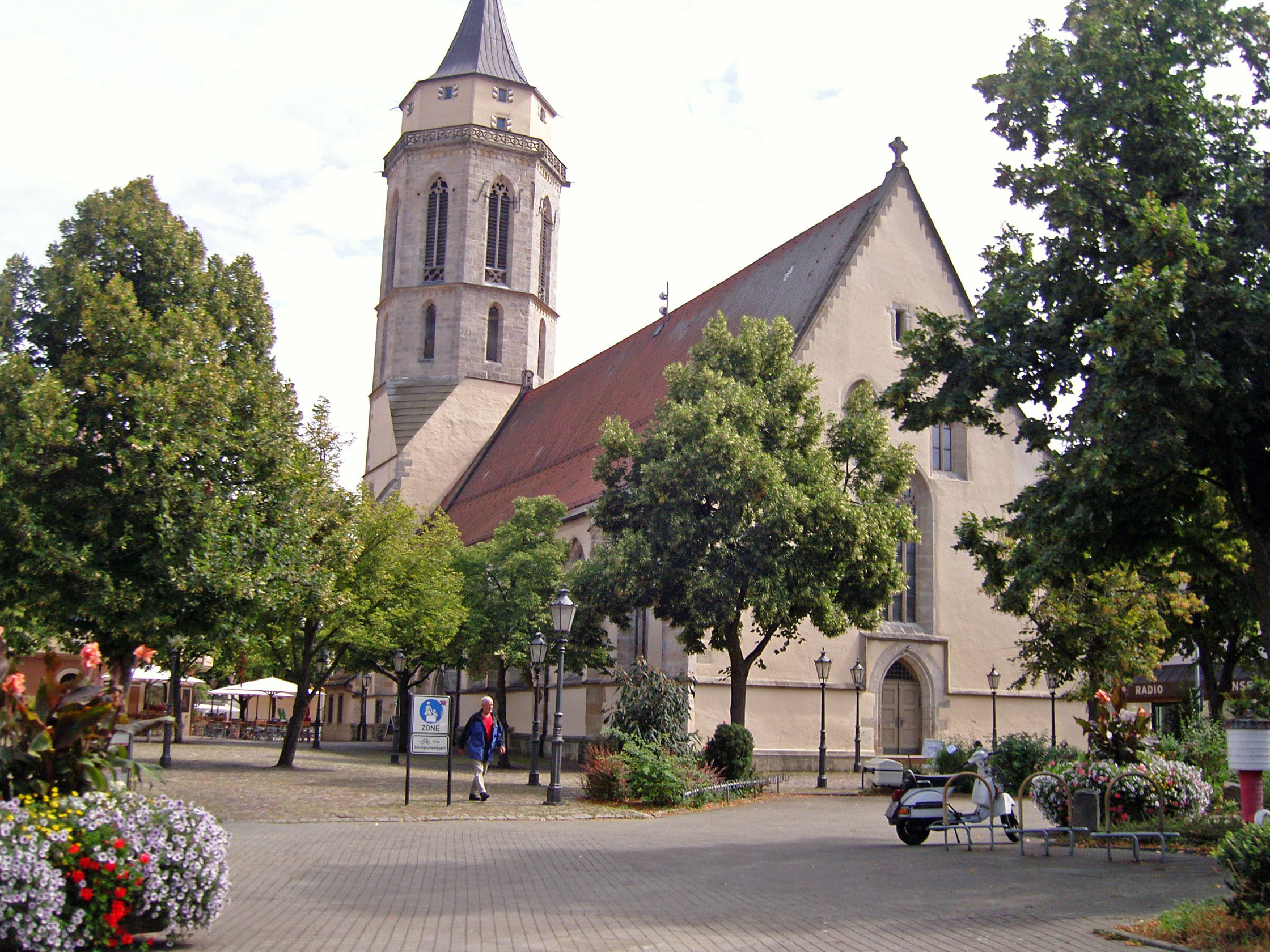
Stadtkirche
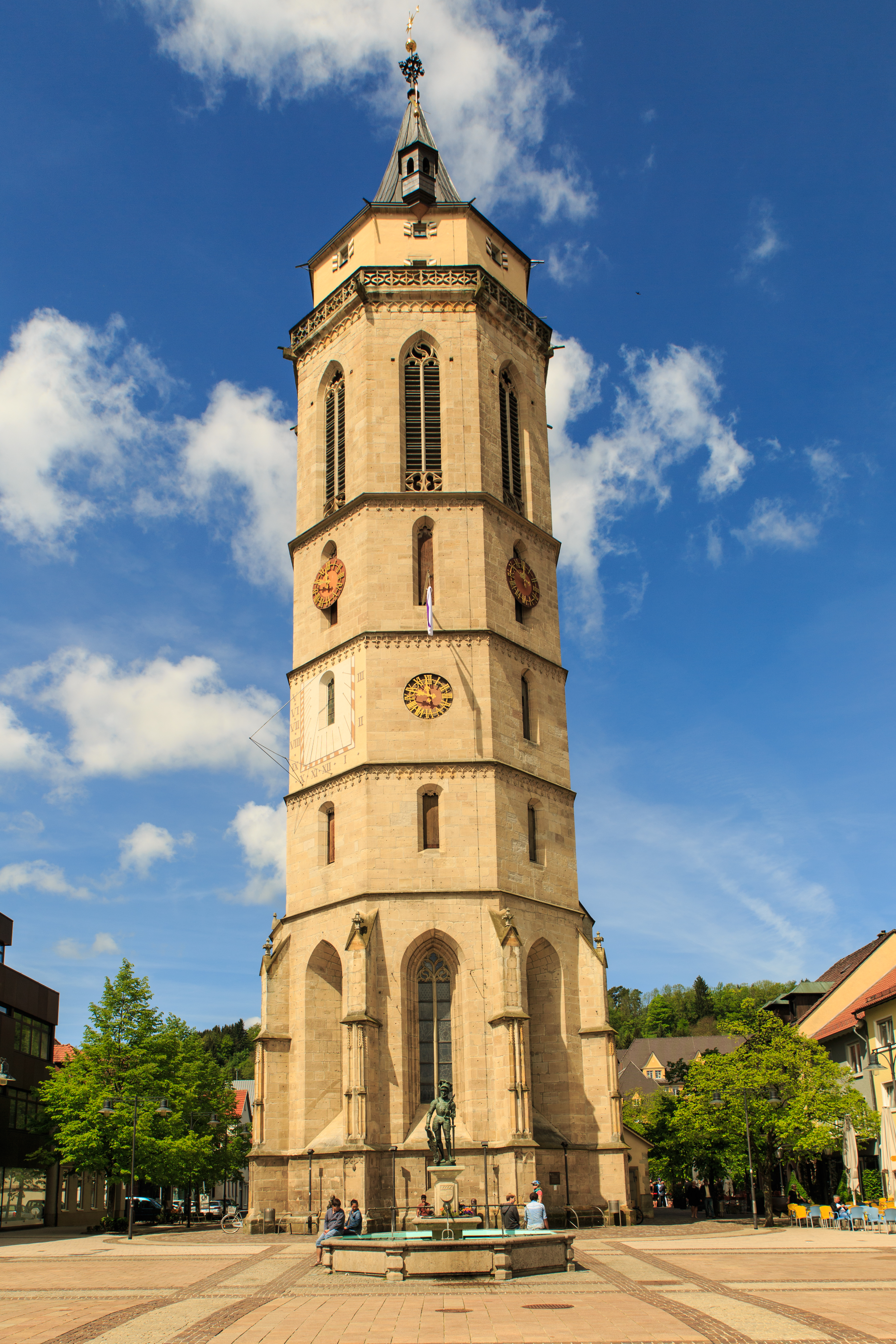
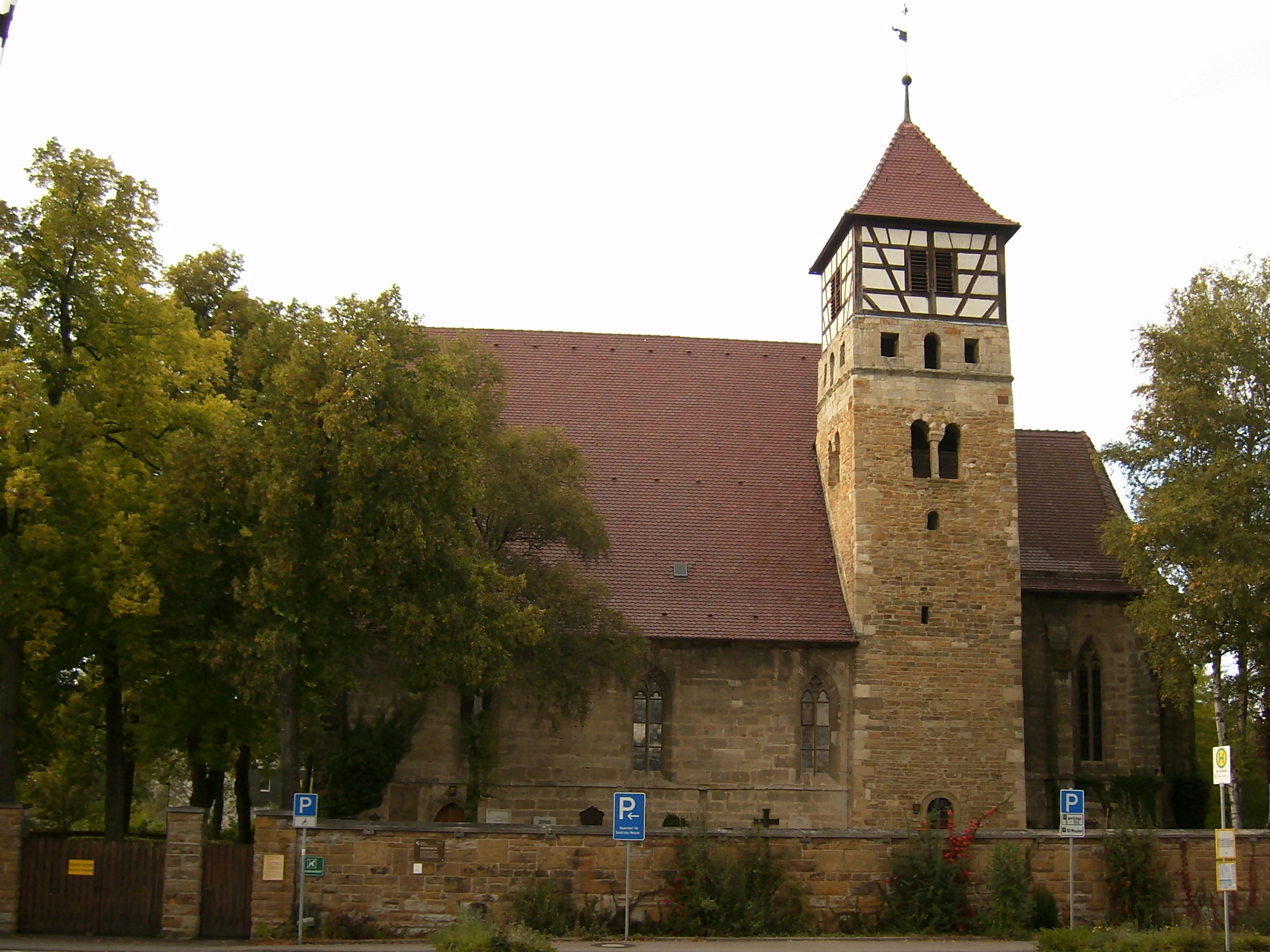
Friedhofkirche
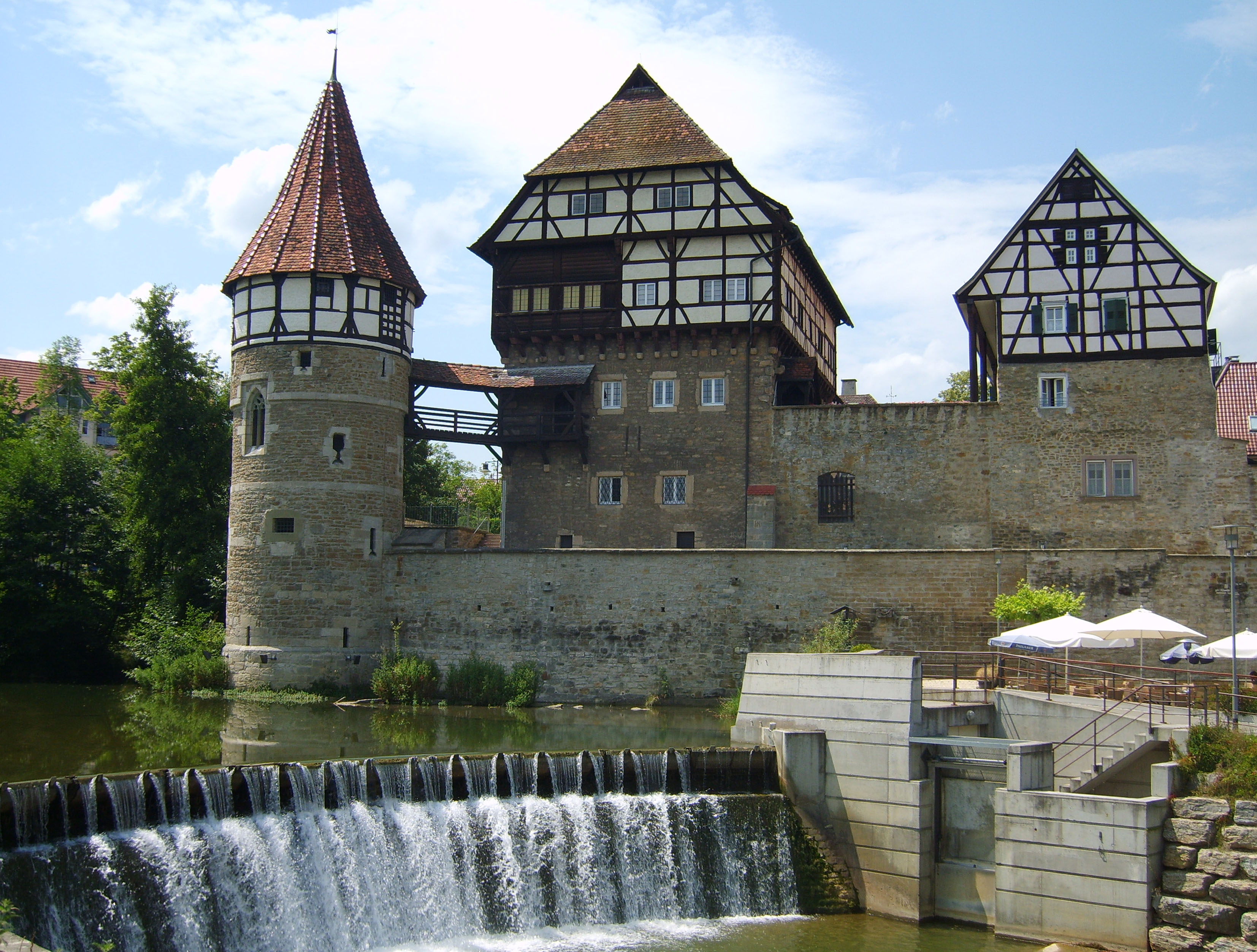
Zollernschloss
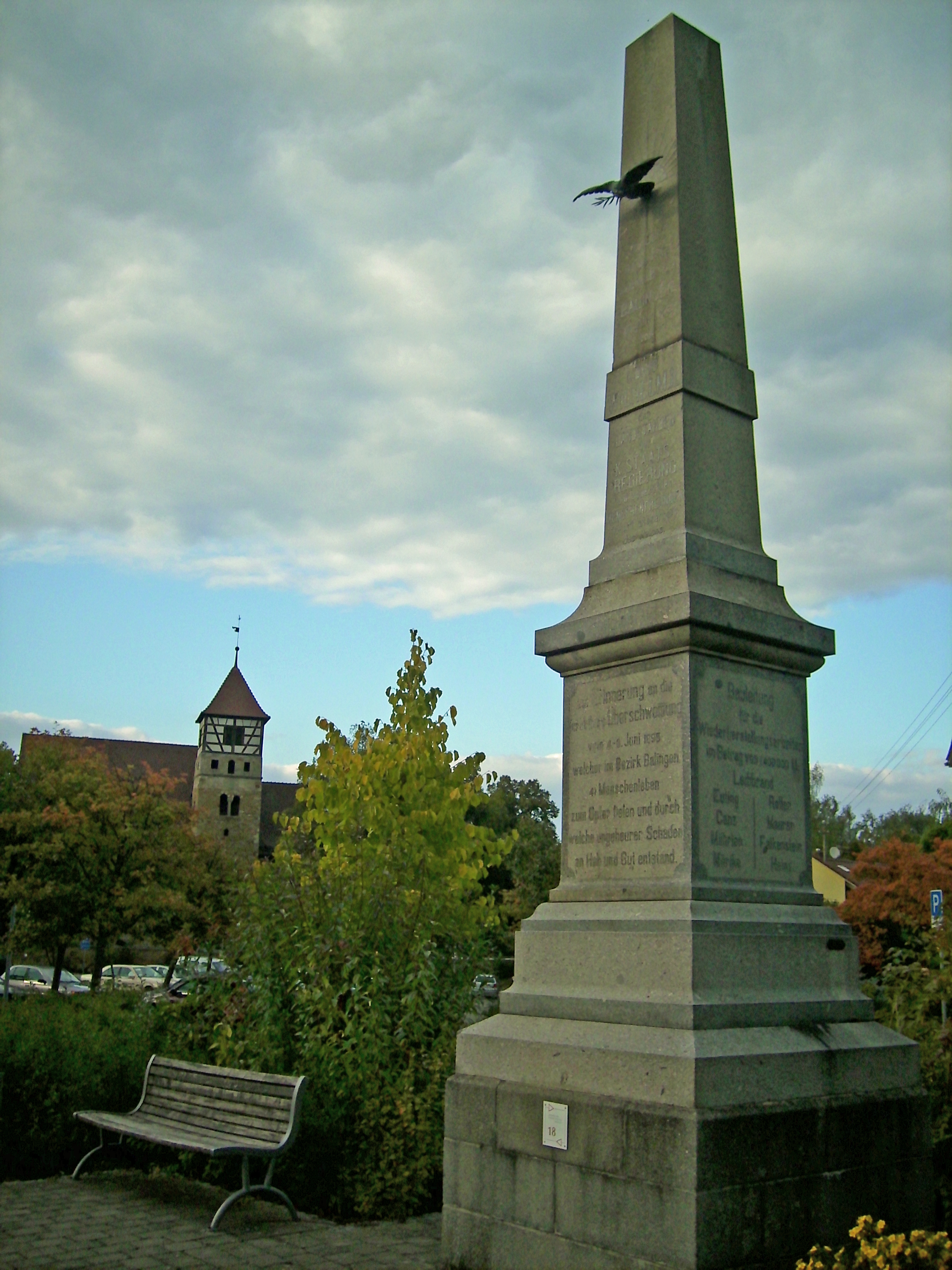
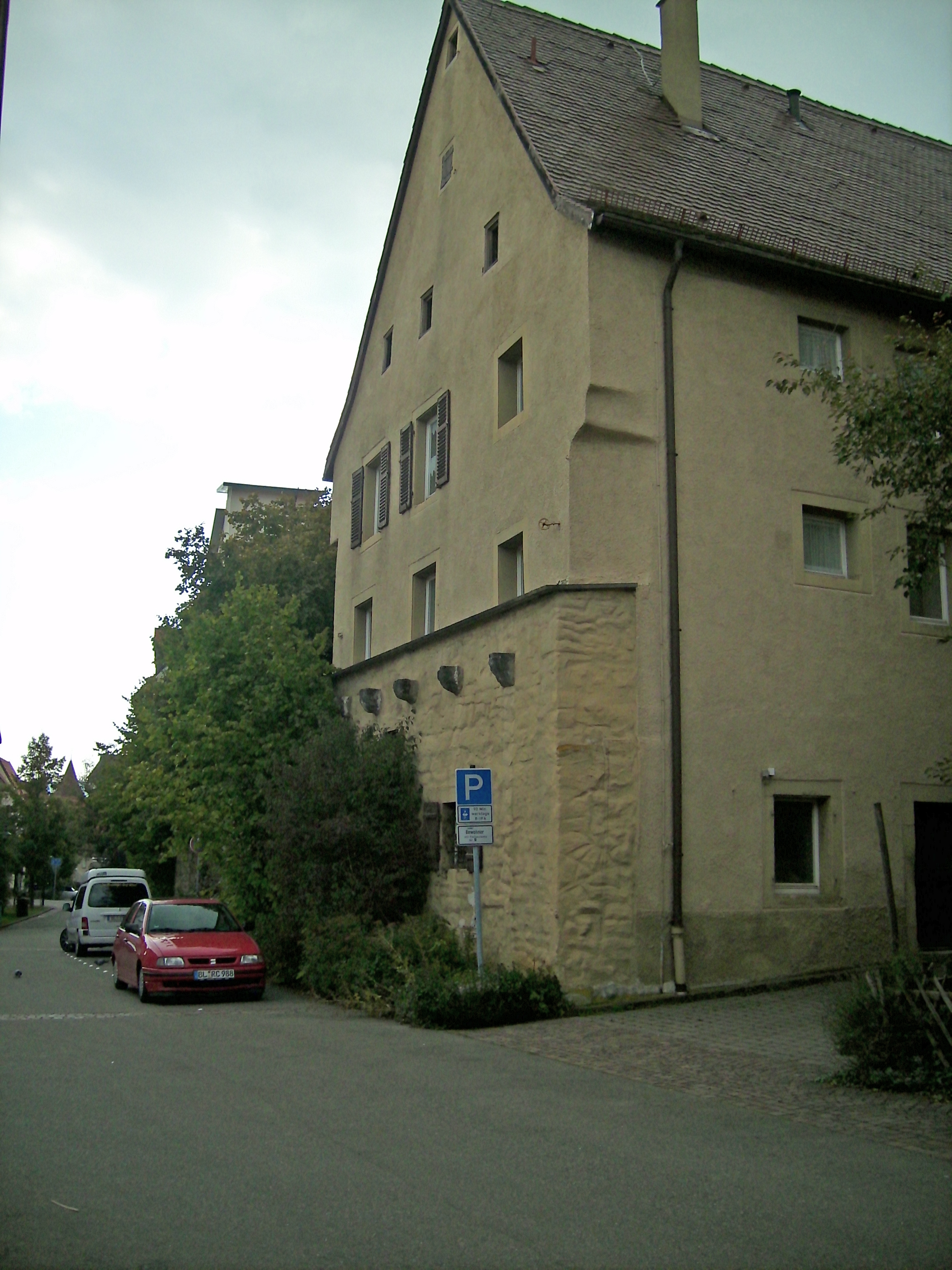
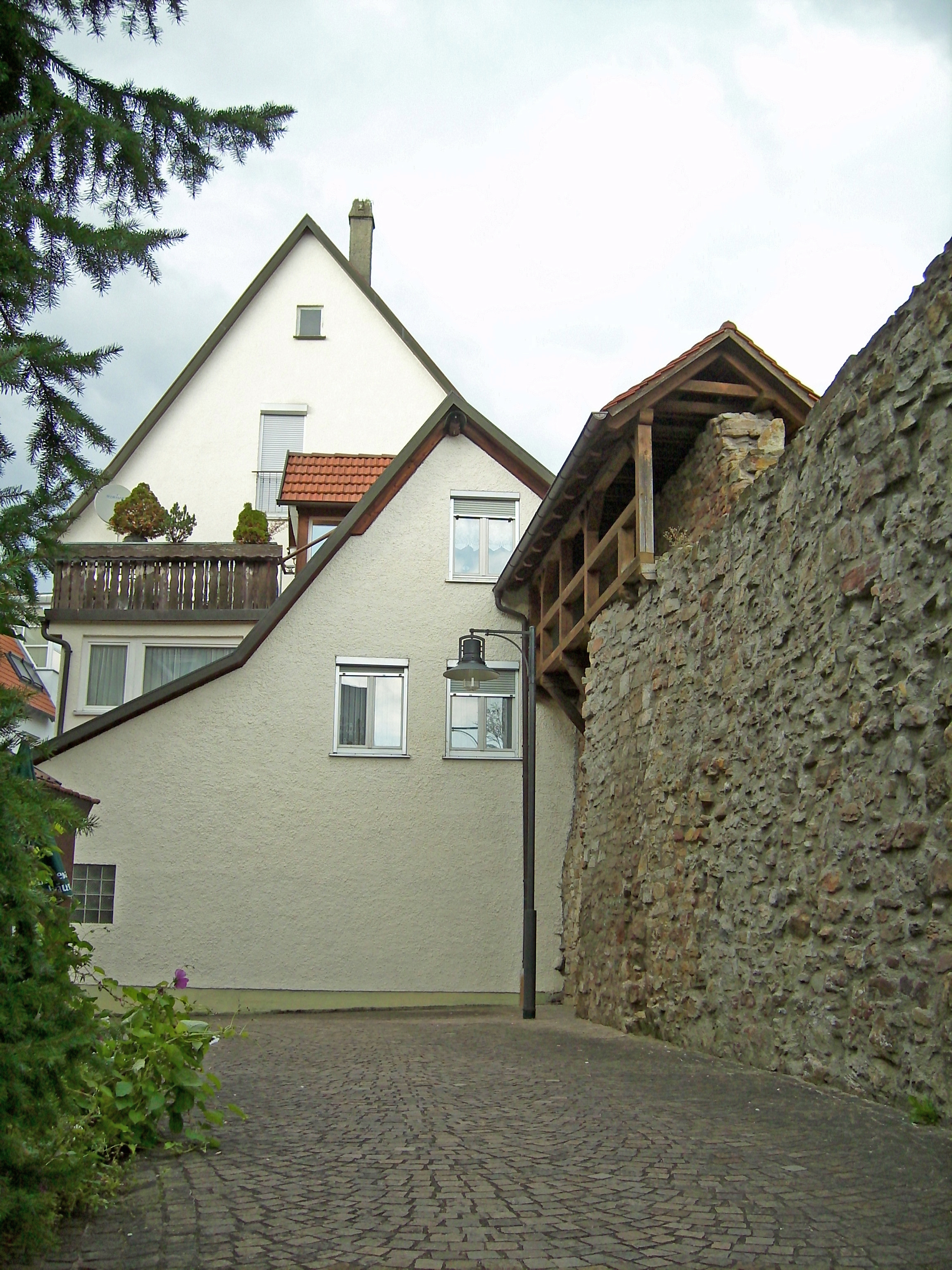
A városfal
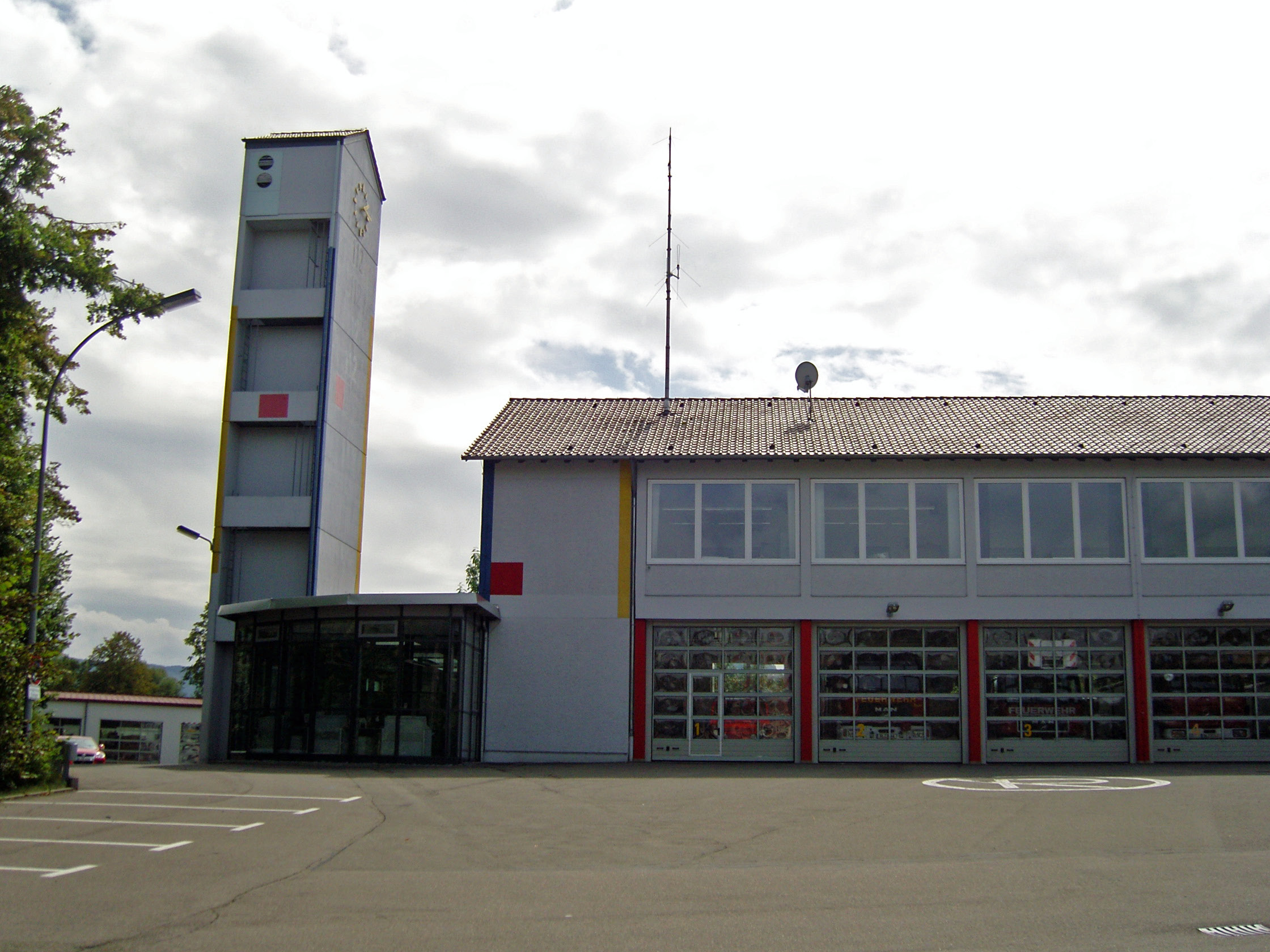
A tűzoltóság
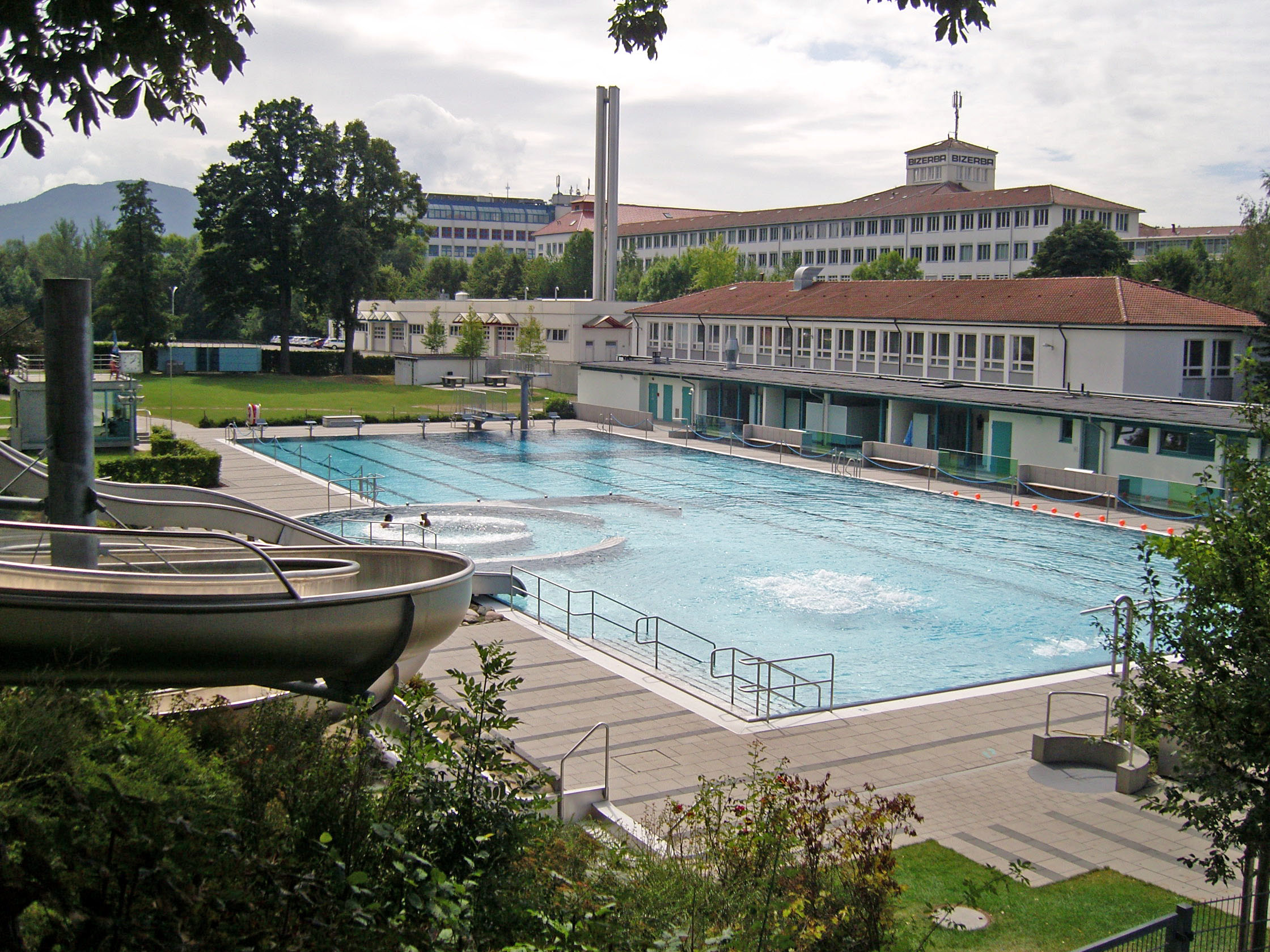
A fűrdő
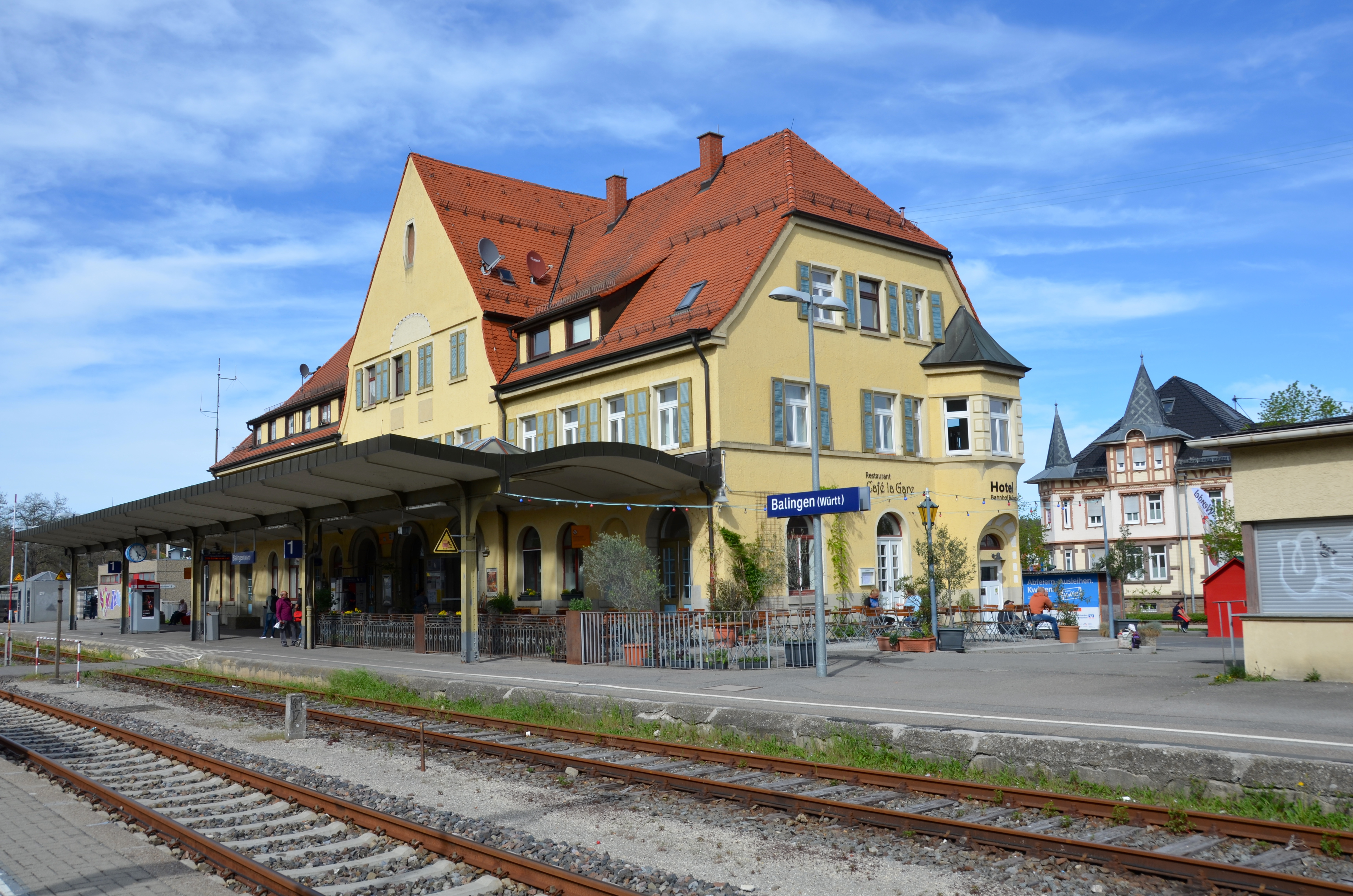
Az állomás